# بایارد راستین
بایارد راستین (انگلیسی: Bayard Rustin; ۱۷ مارس ۱۹۱۲ – ۲۴ اوت ۱۹۸۷) فعال آمریکایی در جنبش حقوق مدنی اهل ایالات متحده آمریکا بود.
وی همچنین برندهٔ جوایزی همچون نشان افتخار آزادی رئیس‌جمهوری شده‌است.

## زندگی‌نامه
بایارد راستین در ۱۷ مارس ۱۹۱۲ در وست چستر پنسیلوانیا متولد شد. وی رهبر جنبش‌های اجتماعی برای حقوق مدنی، سوسیالیسم، پرهیز از خشونت و مدافع حقوق همجنس گرایان بود. خانواده اش نیز در پنسیلوانیا در کار حقوق مدنی شرکت داشت. در سال ۱۹۳۶، او به هارلم (نیویورک)، نقل مکان کرد.

## فعالیت‌ها
راستین در سال ۱۹۶۳ سازمان دهنده اصلی راهپیمایی مارس در واشینگتن برای اشتغال و آزادی و مشاور مارتین لوتر کینگ در استراتژی مقاومت مسالمت‌آمیز بود.
راستین در گروه‌های صلح‌جویی (FOR) و لیگ مقاومت علیه جنگ (WRL)، فعالیت‌های مسالمت‌آمیز می‌کرد. او پیش از سال ۱۹۴۱ با ای. فیلیپ راندولف یکی از اعضای حزب کمونیست در جنبش راهپیمایی واشینگتن همکاری کرد. در این راهپیمایی آن‌ها خواهان فشار بیشتر بر روی دولت آمریکا بودند تا حقوق کار مساوی را برای کارگران آفریقایی آمریکایی تأمین کنند.
او یکی از فعالان پیشرو در جنبش حقوق مدنی سیاهپوستان آمریکا (۶۸–۱۹۵۵) بود. در سال ۱۹۴۷ برای به چالش کشیدن تبعیض نژادی با راه اندازی نافرمانی مدنی یک کمپین آزادی ایجاد کرد. او رهبری مارتین لوتر کینگ را به رسمیت شناخت و با سازماندهی کنفرانس رهبری مسیحیان جنوب تلاش کرد تا رهبری مارتین لوتر کینگ را تقویت کند. راستین فلسفه مقاومت بدون خشونت و شیوه‌های این مقاومت را که هنگام کار با جنبش ماهاتما گاندی در هند مشاهده کرده بود ارتقا داد و به مارتین لوتر کینگ در مورد جنبش عدم خشونت کمک کرد.
راستین یکی از استراتژیست‌های جنبش حقوق مدنی در سالهای ۱۹۵۵ تا ۱۹۶۸ شد. او سازمانده اصلی جنبش ماه مارس سال ۱۹۶۳ راهپیمایی به سوی واشینگتن برای کار و آزادی بود که تحت رهبری ای. فیلیپ راندولف رئیس پیشین اتحادیه کارگری آفریقایی-آمریکایی و سوسیالیستی بود. راستین همچنین بر روی فعالان جوان مانند تام کان و استوکلی کارمایکل و سازمان‌هایی مانند کنگره برابری نژادی (CORE) و کمیته هماهنگی دانشجویی (SNCC) تأثیر گذاشت.

## درگذشت
راستین در ۲۴ اوت ۱۹۸۷ در منهتن نیویورک درگذشت.